# Арефьев, Евгений Владимирович
Евгений Владимирович Аре́фьев (1895—1969) — советский пчеловод.

## Биография
Родился в 1895 году в селе Каменноозёрском Камышловского уезда Пермской губернии (ныне село входит в Богдановичский район Свердловской области).
- 1920—1923 — специалист по пчеловодству Екатеринбургского губернского земотдела НКЗ СССР.
- 1923—1931 — специалист по пчеловодству Уральского областного земотдела НКЗ СССР (г. Свердловск).
- 1931—1932 — старший научный сотрудник Башкирской опытной пчеловодной станции,
- 1932—1935 — старший научный сотрудник НИИ пчеловодства,
- 1935—1963 — старший научный сотрудник Майкопского опорного пункта пчеловодства Краснодарского НИИСХ.

Предложил новую пакетную технологию, которая состояла из вывода маток, образования отводков, подготовки пакетных клеток, кормушек и корма, формирования пакетов, подготовки их к пересылке, транспортировки по железной дороге, пересадки в ульи и последующего ухода за пчёлами.
Автор способов ускоренного размножения семей пчёл.
Трагически погиб 25 июля 1969 года.

## Награды и премии
- Сталинская премия третьей степени (1947) — за разработку и внедрение передовых методов пчеловодства (первый из пчеловодов)
- орден «Знак Почёта»
- медали

## Публикации
- Восстановление пчеловодства в освобожденных районах [Текст] / Е. В. Арефьев, ст. науч. сотрудник Краснодар. краев. опыт. пчеловод. станции. — Москва : Сельхозгиз, 1945 (тип. «Кр. пролетарий»). — 52 с. : ил., черт.; 20 см.
- Арефьев Е. В. Опыт форсированного размножения пчел //Пчеловодство. 1934. — № 4 −5. — С. 9-17.